# Natação no Campeonato Mundial de Esportes Aquáticos de 2013 - 200 m costas feminino
A prova dos 200 metros costas feminino da natação no Campeonato Mundial de Esportes Aquáticos de 2013 ocorreu nos dias 2 de agosto e 3 de agosto no Palau Sant Jordi  em Barcelona.

## Recordes
Antes desta competição, os recordes mundiais e do campeonato nesta prova eram os seguintes:
| Tipo                  | Atleta          | Tempo   | Local   | Data                |
| --------------------- | --------------- | ------- | ------- | ------------------- |
|                       | Missy Franklin  | 2:04.06 | Londres | 3 de agosto de 2012 |
| Recorde do campeonato | Kirsty Coventry | 2:04.81 | Roma    | 1 de agosto de 2009 |

Os seguintes novos recordes foram estabelecidos durante esta competição. 
| Data        | Prova | Nadadora       | Nacionalidade  | Tempo   | Recordes              |
| ----------- | ----- | -------------- | -------------- | ------- | --------------------- |
| 3 de agosto | Final | Missy Franklin | Estados Unidos | 2:04.76 | Recorde do campeonato |

## Medalhistas
| Ouro                 | Prata                 | Bronze                |
| Missy Franklin (USA) | Belinda Hocking (AUS) | Hilary Caldwell (CAN) |

## Resultados

### Eliminatórias
Esses foram os resultados das eliminatórias.
| Pos. | Bateria | Raia | Nadadora                | Nacionalidade  | Tempo   | Notas |
| ---- | ------- | ---- | ----------------------- | -------------- | ------- | ----- |
| 1    | 4       | 4    | Missy Franklin          | Estados Unidos | 2:07.57 | Q     |
| 2    | 2       | 4    | Belinda Hocking         | Austrália      | 2:07.64 | Q     |
| 3    | 2       | 3    | Hilary Caldwell         | Canadá         | 2:07.81 | Q,    |
| 4    | 2       | 5    | Daria Ustinova          | Rússia         | 2:08.69 | Q     |
| 5    | 2       | 6    | Katinka Hosszú          | Hungria        | 2:08.93 | Q     |
| 6    | 4       | 3    | Sinead Russell          | Canadá         | 2:09.24 | Q     |
| 7    | 3       | 3    | Daryna Zevina           | Ucrânia        | 2:09.31 | Q     |
| 8    | 3       | 4    | Elizabeth Pelton        | Estados Unidos | 2:09.56 | Q     |
| 9    | 4       | 5    | Meagen Nay              | Austrália      | 2:10.62 | Q     |
| 10   | 3       | 5    | Federica Pellegrini     | Itália         | 2:10.65 | Q     |
| 11   | 2       | 2    | Karin Prinsloo          | África do Sul  | 2:10.71 | Q     |
| 12   | 4       | 1    | Evelyn Verrasztó        | Hungria        | 2:10.86 | Q     |
| 13   | 4       | 6    | Sayaka Akase            | Japão          | 2:10.87 | Q     |
| 14   | 3       | 7    | Miyu Otsuka             | Japão          | 2:11.69 | Q     |
| 15   | 4       | 2    | Simona Baumrtová        | Chéquia        | 2:11.86 | Q     |
| 16   | 3       | 1    | Bai Anqi                | China          | 2:12.14 | Q     |
| 17   | 4       | 7    | Eygló Ósk Gústafsdóttir | Islândia       | 2:12.32 |       |
| 18   | 3       | 8    | Fernanda González       | México         | 2:12.53 |       |
| 19   | 2       | 8    | Nguyen Thi Anh Vien     | Vietname       | 2:12.75 |       |
| 20   | 4       | 8    | Sophia Batchelor        | Nova Zelândia  | 2:12.89 |       |

| Ver o restante da classificação | Ver o restante da classificação | Ver o restante da classificação | Ver o restante da classificação | Ver o restante da classificação | Ver o restante da classificação | Ver o restante da classificação |
| Pos.                            | Bateria                         | Raia                            | Nadadora                        | Nacionalidade                   | Tempo                           | Notas                           |
| ------------------------------- | ------------------------------- | ------------------------------- | ------------------------------- | ------------------------------- | ------------------------------- | ------------------------------- |
| 21                              | 3                               | 6                               | Duane Da Rocha                  | Espanha                         | 2:14.01                         |                                 |
| 22                              | 3                               | 0                               | Carolina Colorado Henao         | Colômbia                        | 2:14.02                         |                                 |
| 23                              | 2                               | 1                               | Im Da-Sol                       | Coreia do Sul                   | 2:14.07                         |                                 |
| 24                              | 2                               | 7                               | Selina Hocke                    | Alemanha                        | 2:14.10                         |                                 |
| 25                              | 3                               | 2                               | Lauren Quigley                  | Reino Unido                     | 2:14.27                         |                                 |
| 26                              | 2                               | 9                               | Ugne Mazutaityte                | Lituânia                        | 2:14.41                         |                                 |
| 27                              | 1                               | 3                               | Zanre Oberholzer                | Namíbia                         | 2:14.52                         |                                 |
| 28                              | 2                               | 0                               | Klaudia Nazieblo                | Polónia                         | 2:14.76                         |                                 |
| 29                              | 4                               | 9                               | Halime Zeren                    | Turquia                         | 2:15.48                         |                                 |
| 30                              | 1                               | 4                               | Gisela Morales                  | Guatemala                       | 2:15.63                         |                                 |
| 31                              | 1                               | 5                               | Tatiana Perstniova              | Moldávia                        | 2:17.19                         |                                 |
| 32                              | 1                               | 2                               | Karen Vilorio                   | Honduras                        | 2:18.04                         |                                 |
| 33                              | 1                               | 6                               | Inés Remersaro                  | Uruguai                         | 2:24.15                         |                                 |
| 34                              | 1                               | 7                               | Kimiko Shihara Raheem           | Sri Lanka                       | 2:26.61                         |                                 |
| 35                              | 3                               | 9                               | Ekaterina Avramova              | Bulgária                        | 99.99                           | DNS                             |
| 35                              | 4                               | 0                               | Joanna Maranhão                 | Brasil                          | 99.99                           | DNS                             |

### Semifinal
Esses foram os resultados das semifinais.
Semifinal 1
| Pos. | Raia | Nadadora            | Nacionalidade  | Tempo   | Notas |
| ---- | ---- | ------------------- | -------------- | ------- | ----- |
| 1    | 6    | Elizabeth Pelton    | Estados Unidos | 2:08.20 | Q     |
| 2    | 4    | Belinda Hocking     | Austrália      | 2:08.49 | Q     |
| 3    | 5    | Daria Ustinova      | Rússia         | 2:09.08 | Q     |
| 4    | 3    | Sinead Russell      | Canadá         | 2:09.84 | Q     |
| 5    | 2    | Federica Pellegrini | Itália         | 2:09.97 |       |
| 6    | 8    | Bai Anqi            | China          | 2:11.18 |       |
| 7    | 1    | Miyu Otsuka         | Japão          | 2:11.68 |       |
| 8    | 7    | Evelyn Verrasztó    | Hungria        | 2:11.83 |       |

Semifinal 2
| Pos. | Raia | Nadadora         | Nacionalidade  | Tempo   | Notas |
| ---- | ---- | ---------------- | -------------- | ------- | ----- |
| 1    | 4    | Missy Franklin   | Estados Unidos | 2:06.46 | Q     |
| 2    | 5    | Hilary Caldwell  | Canadá         | 2:07.15 | Q,    |
| 3    | 6    | Daryna Zevina    | Ucrânia        | 2:08.74 | Q     |
| 4    | 3    | Katinka Hosszú   | Hungria        | 2:08.97 | Q     |
| 5    | 7    | Karin Prinsloo   | África do Sul  | 2:10.04 |       |
| 6    | 8    | Simona Baumrtová | Chéquia        | 2:10.46 |       |
| 7    | 1    | Sayaka Akase     | Japão          | 2:11.48 |       |
| 8    | 2    | Meagen Nay       | Austrália      | 2:11.72 |       |

### Final
Esse foi o resultado da final. 
| Pos.              | Raia | Nadadora         | Nacionalidade  | Tempo   | Notas                 |
| ----------------- | ---- | ---------------- | -------------- | ------- | --------------------- |
| Medalha de ouro   | 4    | Missy Franklin   | Estados Unidos | 2:04.76 | Recorde do campeonato |
| Medalha de prata  | 6    | Belinda Hocking  | Austrália      | 2:06.66 |                       |
| Medalha de bronze | 5    | Hilary Caldwell  | Canadá         | 2:06.80 | Recorde nacional      |
| 4                 | 2    | Daryna Zevina    | Ucrânia        | 2:08.72 |                       |
| 5                 | 3    | Elizabeth Pelton | Estados Unidos | 2:08.98 |                       |
| 6                 | 7    | Katinka Hosszú   | Hungria        | 2:09.08 |                       |
| 7                 | 8    | Sinead Russell   | Canadá         | 2:10.46 |                       |
| 8                 | 1    | Daria Ustinova   | Rússia         | 2:11.30 |                       |

Legenda
| Recorde mundial       | Recorde mundial (World record)               |                       | Recorde africano                      | Recorde africano (African) |                                           | Q | Classificado por posição (Qualified) |
| Recorde do campeonato | Recorde do campeonato (Championship record)  | Recorde da América    | Recorde da América (Americas)         | q                          | Classificado por melhor tempo (Qualified) |   |                                      |
| Melhor marca do ano   | Melhor marca do ano (World leading)          | Recorde asiático      | Recorde asiático (Asian)              | DNS                        | Não largou (Did not start)                |   |                                      |
| Recorde nacional      | Recorde nacional (National record)           | Recorde europeu       | Recorde europeu (European)            | DNF                        | Não terminou (Did not finish)             |   |                                      |
| Recorde pessoal       | Recorde pessoal do atleta (Personal best)    | Recorde da Oceania    | Recorde da Oceania (Oceania)          | DSQ / DQ                   | Desclassificado (Disqualified)            |   |                                      |
| Recorde da temporada  | Recorde da temporada do atleta (Season best) | Recorde sul-americano | Recorde sul-americano (South America) | NM                         | Sem marca (No mark)                       |   |                                      |